# Mama's Pride
Mama's Pride is een gratis popfestival dat jaarlijks plaatsvindt in het Burgemeester Damenpark in Geleen. Het festival wordt traditioneel gehouden in het weekend van Moederdag en staat bekend als het "gemoedelijkste popfestival van Nederland". Mama's Pride biedt een verrassende en veelzijdige line-up met een mix van gevestigde namen en (inter)nationaal talent, en fungeert als springplank voor jonge, veelbelovende bands uit de regio, het land en daarbuiten.

## Geschiedenis
Mama's Pride werd voor het eerst georganiseerd in 1995 en heeft zich sindsdien ontwikkeld tot een van de belangrijkste gratis festivals in Limburg. Het festival wordt volledig gedragen door vrijwilligers en trekt jaarlijks duizenden bezoekers van jong tot oud. Het festival staat bekend om zijn brede muzikale programmering, waarbij pop, rock, hiphop, elektronische muziek en andere genres samenkomen. Naast het hoofdpodium zijn er diverse andere podia, waaronder ruimte voor lokaal talent, jong talent (Kunstbende Limburg) en culturele randprogrammering voor het hele gezin.
Door de jaren heen hebben diverse bekende artiesten en bands op Mama's Pride gestaan, waaronder: Caro Emerald (2010), Chef'Special (2011), Ronnie Flex (2015), Yungblud (2018), George Baker (2019), Bad Manners (2019), Coely (2014, 2019), Compact Disk Dummies (2014, 2025), DeWolff (2009, 2017, 2019), Karsu (2022), Haevn (2017), Jack Parow (2011), Jungle by Night (2014), Jeangu Macrooy (2018), MEROL (2019), The Sore Losers (2019), Zuco 103 (2009), Handsome Poets (2011).
Naast deze namen biedt Mama's Pride jaarlijks een podium aan vele opkomende artiesten en regionale acts.